# ベゴーニャ・ビジャマリン
ベゴーニャ・ビジャマリン（Begoña Villamarín、1976年 - ）はスペイン・ガリシア州ビーゴ出身の翻訳家（女性）。スペイン語教師の資格を持ち、ナレーションの仕事も多数こなしている。
母方の叔父が日本の大分県に住んでいる。1999年に訪日し、宮城県仙台市にある大学で1年半日本語を学んだ。2004年からNHK教育テレビ「スペイン語会話」にてネイティブ講師を務めた。2006年度まではメイン講師だったが、2007年度はミゲル・アンヘルに立場を譲り、自らは「ベゴーニャの部屋」という確認コーナーで小悪魔役を演じた。2008年度は後半のテストと文化コーナーを担当した。日本は「第二の故郷である」と述べ、2011年3月に東日本大震災が起こる7か月前にスペインに帰国した。

## TV出演
- 「スペイン語会話」（2004年度〜2007年度）
- 「テレビでスペイン語」（2008年度〜2009年度、2010年度下期）

## ラジオ出演
- 「まいにちスペイン語」（2009年度上期、2010年度下期）